# Glycera guatemalensis
Glycera guatemalensis är en ringmaskart som beskrevs av Böggemann och Fiege 200. Glycera guatemalensis ingår i släktet Glycera och familjen Glyceridae. Inga underarter finns listade i Catalogue of Life.